# La comida que cambió el mundo
La comida que cambió el mundo es una serie docudrama de no ficción estadounidense para History Channel, que se estrenó el 11 de agosto de 2019. Cada episodio describe el desarrollo de un tipo de comida o restaurante popular en los Estados Unidos, centrándose generalmente en el ascenso de dos grandes empresas que se convierten en rivales. Los acontecimientos históricos en las líneas de tiempo pertinentes se recrean para lograr un efecto dramático y se intercalan con comentarios de historiadores culinarios, expertos en negocios y entusiastas de la comida.  
La serie se anunció por primera vez en marzo de 2019. La primera temporada se estrenó el 11 de agosto de 2019 y duró tres episodios hasta el 13 de agosto. En mayo de 2020, la serie fue renovada para una segunda temporada, que se estrenó el 9 de febrero de 2021 y duró 16 episodios. La tercera temporada se estrenó el 27 de febrero de 2022 y constó de 12 episodios. La cuarta temporada se estrenó el 19 de febrero de 2023 y constó de 16 episodios. La sexta temporada se estrenó el 23 de febrero y constará de un número desconocido de episodios.
Es la cuarta entrega de la franquicia That Built.

## Podcast
En febrero de 2021, History Channel se asoció con Ozy Media para lanzar un podcast con el mismo nombre. El primer episodio se estrenó el 4 de febrero de 2021. 

## Formato de refrigerio
En 2021, los productores crearon una nueva serie llamada The Food That Built America Snack Sized reeditando algunos episodios a aproximadamente la mitad del tamaño original mediante la eliminación de los comentarios de los historiadores de alimentos y algunas escenas menores para hacer episodios de menor tamaño con un ritmo más rápido.